# Wachlarzykowate (chrząszcze)

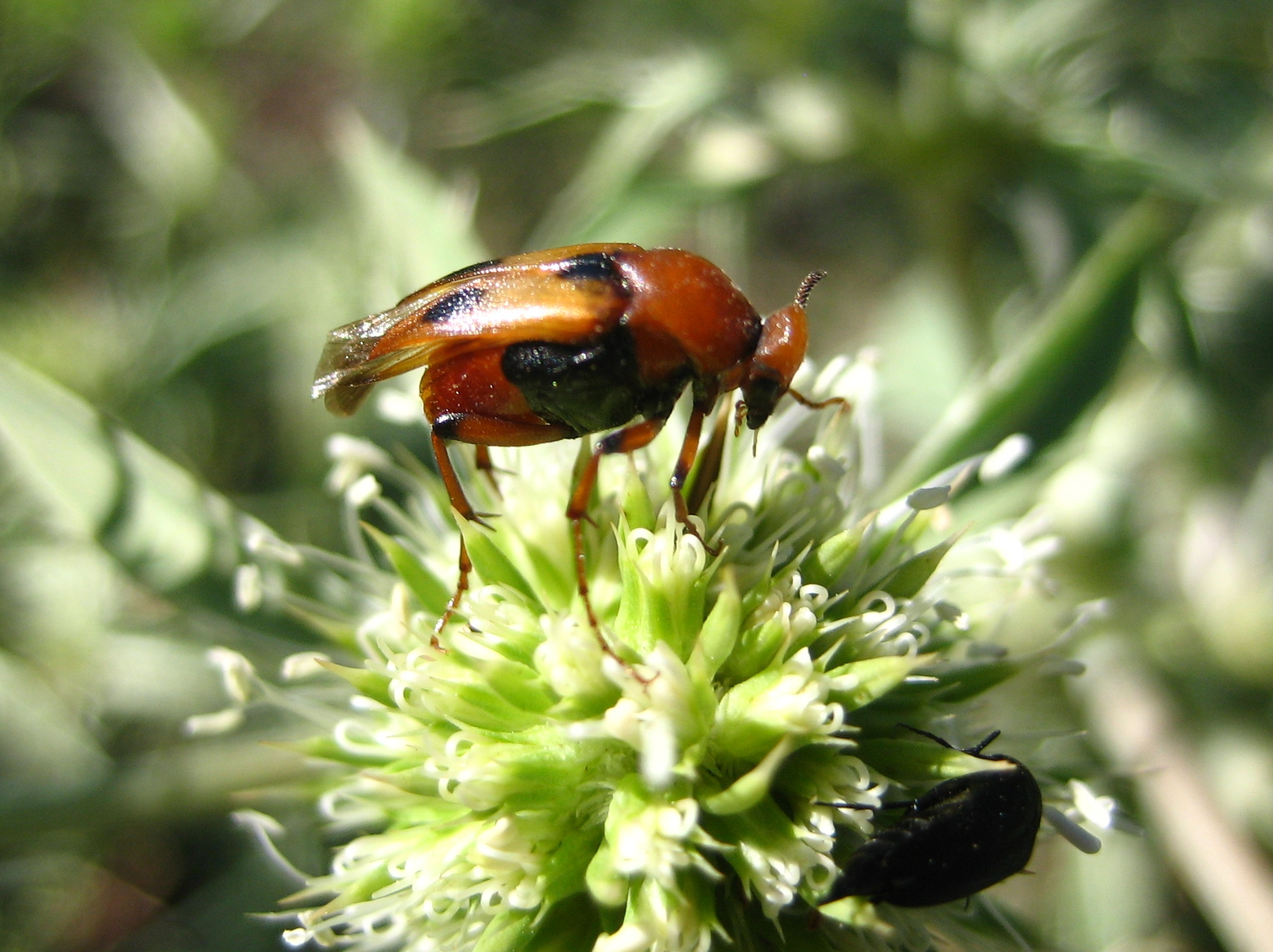
Macrosiagon

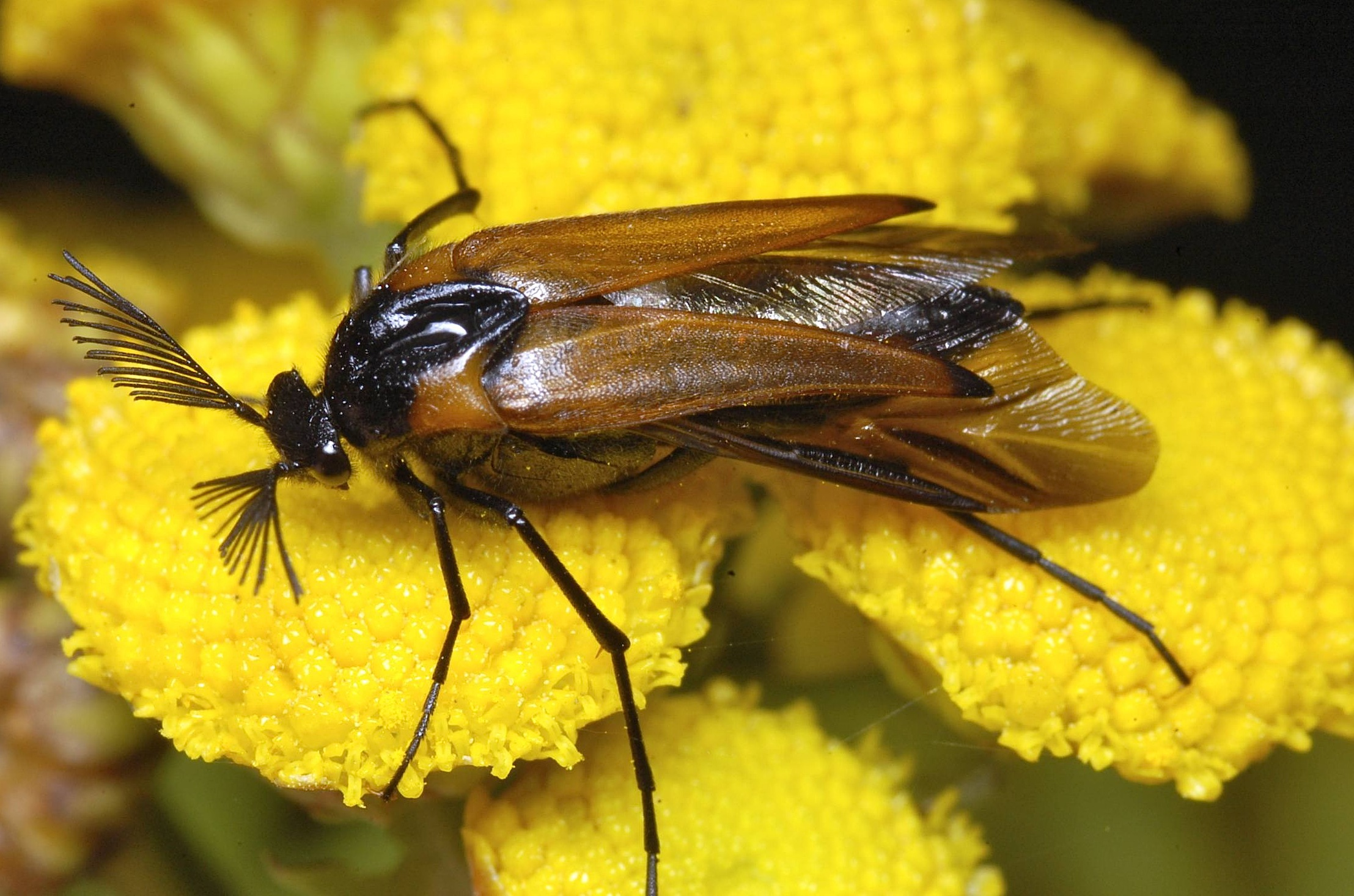
Samiec sąsiada dziwaczka

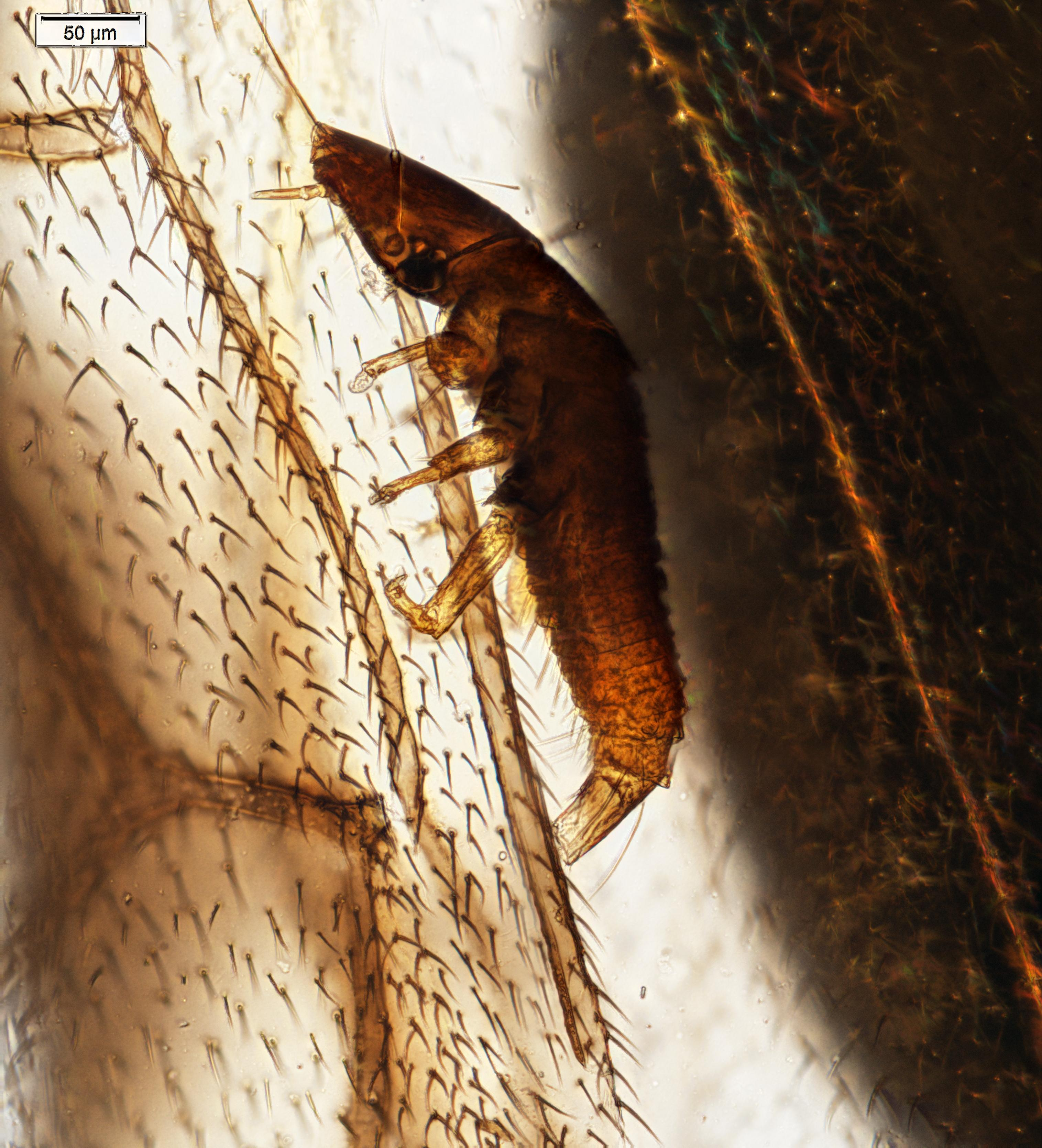
Larwa chrząszcza z rodziny wachlarzykowatych na skrzydle błonkówki z rodziny Braconidae

Wachlarzykowate (Ripiphoridae) – rodzina chrząszczy. Należą tu rzadkie owady o słabo poznanej biologii, spotykane na całym świecie. Opisano około 450 gatunków. Wachlarzykowate są parazytoidami, dla których gospodarzami są błonkoskrzydłe, chrząszcze lub karaczany. Odznaczają się skróconymi pokrywami i rozgałęzionymi czułkami.

## Filogeneza
Inkluzje w bursztynie pozwoliły na opisanie wymarłych przedstawicieli rodziny. Zapis kopalny sięga wczesnej kredy: najstarszym znanym rodzajem jest Paleoripiphorus (datowany na alb) i przedstawiciel współczesnego rodzaju Macrosiagon (cenoman). Analiza Batelki i wsp. na podstawie markerów mRNA i mtDNA należących do 23 gatunków z czterech podrodzin nie dała jednoznacznego obrazu filogenezy tej rodziny chrząszczy. Uzyskane wyniki potwierdzają hipotezę kladu Ripiphoridae + Mordellidae i nie przesądzają o monofiletyczności wachlarzykowatych.

## Występowanie
Z Europy znanych jest kilkanaście gatunków (Fauna Europaea wymienia piętnaście), z których najczęstszym i najlepiej poznanym jest sąsiad dziwaczek (Metoecus paradoxus). Wykaz fauny Polski uwzględnia sąsiada dziwaczka i Pelecotoma fennica. Autorzy klucza do oznaczania owadów Polski nie wykluczyli występowania gatunków z rodzaju Ripidius (R. pectinicornis i R. quadriceps); istotnie, w 1994 roku opublikowano doniesienie o wykazaniu R. quadriceps z Dolnego Śląska. Znane jest pojedyncze doniesienie o znalezieniu okazu Macrosiagon praeustum w okolicach Gostynina; prawdopodobnie był to źle oznaczony Macrosiagon bimaculata. W ostatnim przeglądzie danych o występowaniu wachlarzykowatych w Polsce dane o występowaniu przedstawicieli rodzaju Macerosiagon uznano za błędne.

## Morfologia
Należą tu małe i średniej wielkości (2,5–14 mm długości) chrząszcze o wydłużonym, często klinowatym ciele. Głowa zwykle hipognatyczna. Oczy nierzadko są bardzo duże. Czułki zwykle pierzaste, piłkowane lub grzebykowate, rzadko nitkowate, u większości gatunków 11-członowe, czasem liczba członów zredukowana (nawet do dwóch u samic niektórych gatunków). Pokrywy zazwyczaj skrócone, u najbardziej wyspecjalizowanych przedstawicieli rodziny całkiem zredukowane.

## Biologia
Biologia większości gatunków jest słabo poznana. Prawdopodobnie u wszystkich gatunków występuje hipermetamorfoza i stadium pasożytnictwa wewnętrznego. Do gatunków o najlepiej poznanym cyklu życiowym należą Ripidius quadriceps, Pelecotoma fennica i Ripiphorus smithi.

## Systematyka
Lawrence i Newton (1995) wyróżnili sześć podrodzin: Hemirhipidiinae, Micholaeminae, Pelecotominae, Ptilophorinae, Ripidiinae i Ripiphorinae. Falin w przeglądzie znanych gatunków uwzględnił 38 rodzajów tych chrząszczy.

## Przegląd systematyczny
- Rodzina: Wachlarzykowate Ripiphoridae Gemminger et Harold, 1870 (1853)
  - Podrodzina: Hemirhipidiinae Heller, 1921 = Nephritinae
    - Hemirhipidius Heller, 1920
    - Heteromeroxylon Pic, 1939
    - Nephrites Shuckard, 1838
    - Sitarida White in Stokes, 1846

  - Podrodzina: Micholaeminae Viana, 1971
    - Ancholaemus Gerstaecker, 1855
    - Micholaemus Viana, 1971

  - Podrodzina: Pelecotominae Seidlitz, 1875
    - Alloclinops Broun, 1921
    - Clinopalpus Batelka, 2009
    - Clinops Gerstaecker, 1855
    - Elytroxystrotus Manfrini de Brewer, 1963
    - Euctenia Gerstaecker, 1855
    - †Flabellotoma Batelka et al., 2016
    - Geoscopus Gerstaecker, 1855
    - Micropelecotoides Pic, 1910
    - Pelecotoma Fischer von Waldheim, 1809
    - Rhipistena Sharp, 1878
    - Scotoscopus Reitter, 1884
    - Sharpides Kirkaldy, 1910
    -  ? Setosicornia Pic, 1911
    - Spinotoma Hsiao & Huang, 2018
    - Trigonodera Dejean, 1834
    -  ?Dunbrodianus
    - Madrasiindus Pic, 1911

  - Podrodzina: Ptilophorinae Gerstaecker, 1855
    - Ptilophorus Dejean, 1834
    - Toposcopus LeConte, 1868

  - Podrodzina: Ripidiinae Gerstaecker, 1855
    -       - †Olemehliella Batelka, 2011

    - Plemię: Ripidiini Gerstaecker, 1855
      -  ? Aporrhipis Pascoe, 1887
      - Blattivorus Chobaut, 1891
      - Falsorhipidius Pic, 1947
      - Neonephrites Riek, 1955
      - Neorhipidius Riek, 1955
      - †Paleoripiphorus Perrichot, Nel et Neraudeau, 2004
      - Paranephrites Riek, 1955
      - Pararhipidius Coiffait, 1947
      - Pirhidius Besuchet, 1957
      - Protoripidius Cai, Yin & Huang, 2017
      - Pseudorhipidius Chobaut, 1894
      - Rhipidioides Riek, 1955
      - Ripidius Thunberg, 1806
      - Rhipidocyrtus Falin & Engel, 2014
      - Rhizostylops Silvestri, 1906
      - Riekella Selander, 1957
      - Quasipirhidius Zaragoza, 1992

    - Plemię: Eorhipidiini Iablokoff-Khnzorian, 1986
      - Eorhipidius Iablokoff-Khnzorian, 1986

  - Podrodzina: Ripiphorinae Harold & Gemminger, 1870
    - Plemię: Macrosiagonini
      - Macrosiagon Hentz, 1829
      - Metoecus Dejean, 1834

    - Plemię: Ripiphorini
      - Ripiphorus Bosc, 1792

  - Ripiphoridae incertae sedis
    -       - Ivierhipidius Barclay, 2015